# Giro di Puglia 1990
Il Giro di Puglia 1990, diciannovesima edizione della corsa, si svolse dal 17 al 21 aprile 1990 su un percorso totale di 911 km, ripartiti su 5 tappe. La vittoria fu appannaggio dell'italiano Guido Bontempi, che completò il percorso in 24h17'34", precedendo i connazionali Stefano Colagè e Marco Vitali.

## Tappe
| Tappa  | Data      | Percorso                        | km  | Vincitore di tappa | Leader cl. generale |
| ------ | --------- | ------------------------------- | --- | ------------------ | ------------------- |
| 1ª     | 17 aprile | Manfredonia > Manfredonia       | 172 | Guido Bontempi     | Guido Bontempi      |
| 2ª     | 18 aprile | Manfredonia > Bitonto           | 172 | Mario Cipollini    | ?                   |
| 3ª     | 19 aprile | Bitonto > Ginosa                | 181 | Michele Moro       | ?                   |
| 4ª     | 20 aprile | Marina di Ginosa > Putignano    | 179 | Leonardo Sierra    | ?                   |
| 5ª     | 21 aprile | Martina Franca > Martina Franca | 207 | Mario Cipollini    | Guido Bontempi      |
| Totale | Totale    | Totale                          | 911 |                    |                     |

## Dettagli delle tappe

### 1ª tappa
- 17 aprile: Manfredonia > Manfredonia – 172 km

Risultati
| Pos. | Corridore        | Squadra    | Tempo    |
| ---- | ---------------- | ---------- | -------- |
| 1    | Guido Bontempi   | Carrera    | 4h30'36" |
| 2    | Thomas Wegmüller | Weinmann   | s.t.     |
| 3    | Walter Magnago   | Gis Gelati | a 2"     |

| Pos. | Corridore      | Squadra | Tempo |
| ---- | -------------- | ------- | ----- |
| 1    | Guido Bontempi | Carrera | ?     |

### 2ª tappa
- 18 aprile: Manfredonia > Bitonto – 172 km

Risultati
| Pos. | Corridore       | Squadra       | Tempo    |
| ---- | --------------- | ------------- | -------- |
| 1    | Mario Cipollini | Del Tongo-Rex | 4h43'16" |
| 2    | Antonio Fanelli | Selle It.     | s.t.     |
| 3    | Roberto Pagnin  | Malvor        | s.t.     |

### 3ª tappa
- 19 aprile: Bitonto > Ginosa – 181 km

Risultati
| Pos. | Corridore       | Squadra      | Tempo    |
| ---- | --------------- | ------------ | -------- |
| 1    | Michele Moro    | Italbonifica | 5h03'54" |
| 2    | Giuseppe Petito | Ariostea     | s.t.     |
| 3    | Marco Vitali    | Frank-Toyo   | s.t.     |

### 4ª tappa
- 20 aprile: Marina di Ginosa > Putignano – 179 km

Risultati
| Pos. | Corridore       | Squadra    | Tempo    |
| ---- | --------------- | ---------- | -------- |
| 1    | Leonardo Sierra | Selle It.  | 4h20'27" |
| 2    | Marco Vitali    | Frank-Toyo | s.t.     |
| 3    | Adriano Baffi   | Ariostea   | s.t.     |

### 5ª tappa
- 21 aprile: Martina Franca > Martina Franca – 207 km

Risultati
| Pos. | Corridore         | Squadra       | Tempo    |
| ---- | ----------------- | ------------- | -------- |
| 1    | Mario Cipollini   | Del Tongo-Rex | 5h39'11" |
| 2    | Stefano Allocchio | Italbonifica  | s.t.     |
| 3    | Adriano Baffi     | Ariostea      | s.t.     |

## Classifiche finali

### Classifica generale
| Pos. | Corridore        | Squadra           | Tempo     |
| ---- | ---------------- | ----------------- | --------- |
| 1    | Guido Bontempi   | Carrera-Vagabond  | 24h17'34" |
| 2    | Stefano Colagè   | Jolly Componibili | a 21"     |
| 3    | Marco Vitali     | Frank-Toyo        | a 23"     |
| 4    | Daniel Steiger   | Frank-Toyo        | a 25"     |
| 5    | Stefano Tomasini | Malvor-Sidi       | a 30"     |
| 6    | Thomas Wegmüller | Weinmann          | a 31"     |
| 7    | Leonardo Sierra  | Selle Italia      | a 43"     |
| 8    | Dario Bottaro    | Gis Gelati        | a 49"     |
| 9    | Massimo Ghirotto | Carrera-Vagabond  | s.t.      |
| 10   | Fernando Quevedo | BH-Amaya Seguros  | a 51"     |